# Phänomen 4RL

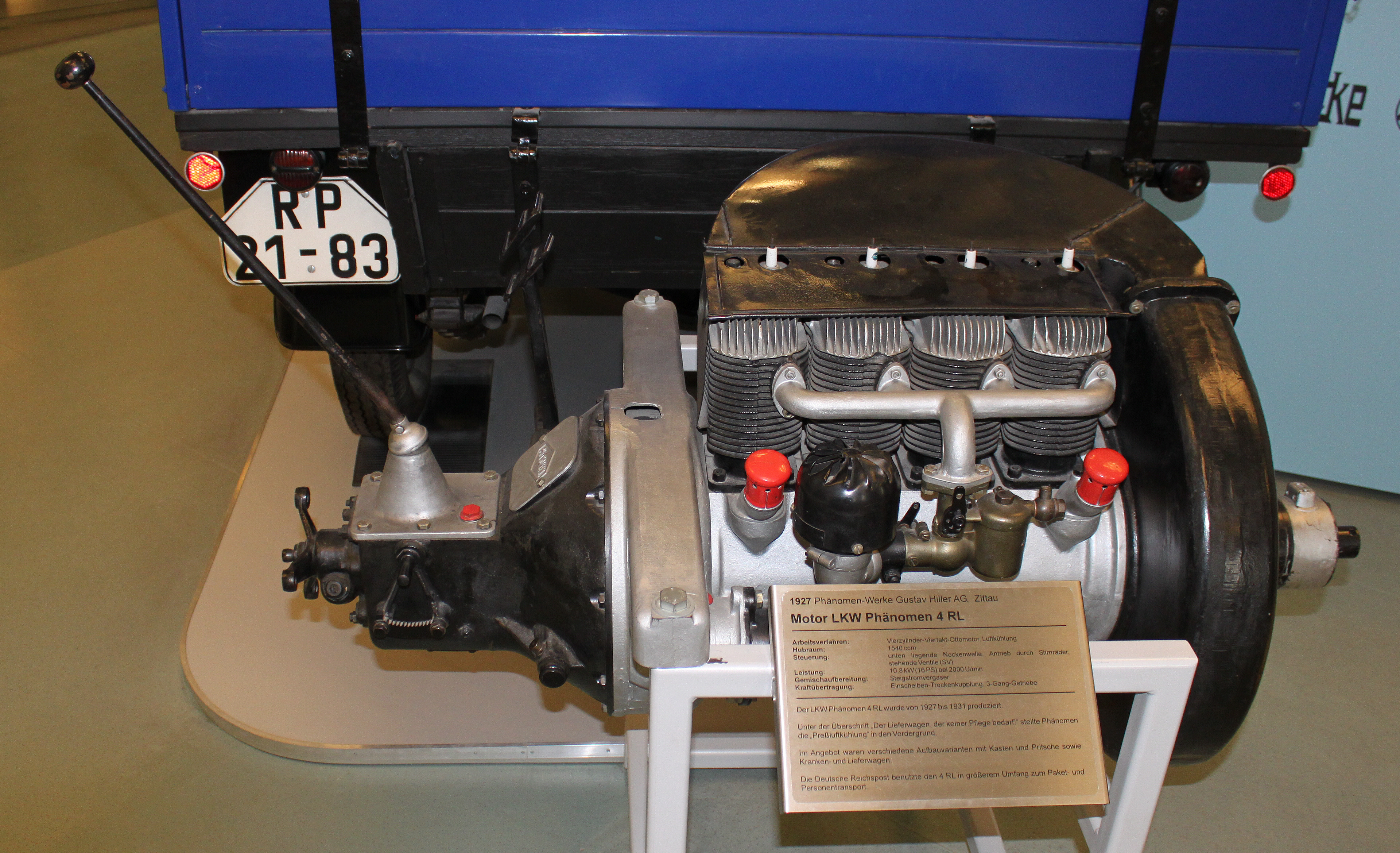
Motor eines Phänomen 4RL, Baujahr 1927, Verkehrsmuseum Dresden

Der Phänomen 4RL war ein Lkw-Typ der Phänomen Werke Gustav Hiller AG. Die Typenbezeichnung Phänomen 4RL bedeutet 4 Räder, Luftgekühlt. Weitere Buchstaben hinter dem Namen bezeichneten: K für Kastenaufbau, P für Pritschenfahrzeug und M stand für Muldenfahrzeug.
Nach dem Erfolg des Phänomobils, insbesondere dessen Beliebtheit bei der Deutschen Reichspost, wurde ein Nachfolgemodell entwickelt, das dem gewachsenen Bedarf der Post gerecht wurde. Eine Vielzahl an Varianten, ob als Krankentransportwagen, Pritsche, Kasten oder Bus, machte den Phänomen 4 RL zu einem Erfolgsmodell.
Der Phänomen 4RL wurde als „Der Lieferwagen, der keiner Pflege bedarf“ beworben. Er war einfach ausgestattet und durch ein Gebläse luftgekühlt.
Das Fahrzeug war mit einem 4-Zylinder-Ottomotor mit stehenden Ventilen ausgestattet. Mit einem Hubraum von 1540 cm³ entwickelte der von einem Steigstromvergaser gespeiste Motor eine Leistung von 10,8 kW (18 PS) bei 2000 Umdrehungen pro Minute. Der Verbrauch lag bei etwa 12 Litern Kraftstoff auf 100 Kilometern. Über eine Einscheiben-Trockenkupplung wurde ein 3-Gang-Getriebe betrieben. Das Fahrzeug war bei einem Radstand von 2.800 mm 4.250 mm lang,  1.720 mm breit und 1.950 mm hoch.
Ab 1929 wurde eine überarbeitete Version des Phänomen 4RL hergestellt. Die Form wurde geändert und die Bremsanlage von einer mechanischen Hinterradbremse zu einer mechanischen 4-Rad-Betriebsbremse weiterentwickelt.